# 544 (číslo)
Pět set čtyřicet čtyři je přirozené číslo. Následuje po čísle pět set čtyřicet tři a předchází číslu pět set čtyřicet pět. Římskými číslicemi se zapisuje DXLIV a řeckými číslicemi φμδ.

## Matematika
544 je:
- Abundantní číslo
- Složené číslo
- Nešťastné číslo

## Astronomie
- (544) Jetta je planetka hlavního pásu, kterou objevil v roce 1904 Paul Götz

## Roky
- 544
- 544 př. n. l.